# 삼성 갤럭시 와이드
삼성 갤럭시 와이드(삼성 갤럭시 ON7)는 2015년 삼성전자에서 공개된 보급형 스마트폰이다.
이 스마트폰은 삼성전자가 SK텔레콤 전용 모델로 출시한 모델이다.

## 같이 보기
- 삼성 갤럭시 와이드2
- 삼성 갤럭시 와이드3
- 삼성 갤럭시 와이드4
- 삼성 갤럭시 와이드5